# Symplectoscyphus milneanus
Symplectoscyphus milneanus is een hydroïdpoliep uit de familie Sertulariidae. De poliep komt uit het geslacht Symplectoscyphus. Symplectoscyphus milneanus werd in 1846 voor het eerst wetenschappelijk beschreven door D'Orbigny. 